# 青砥藤綱

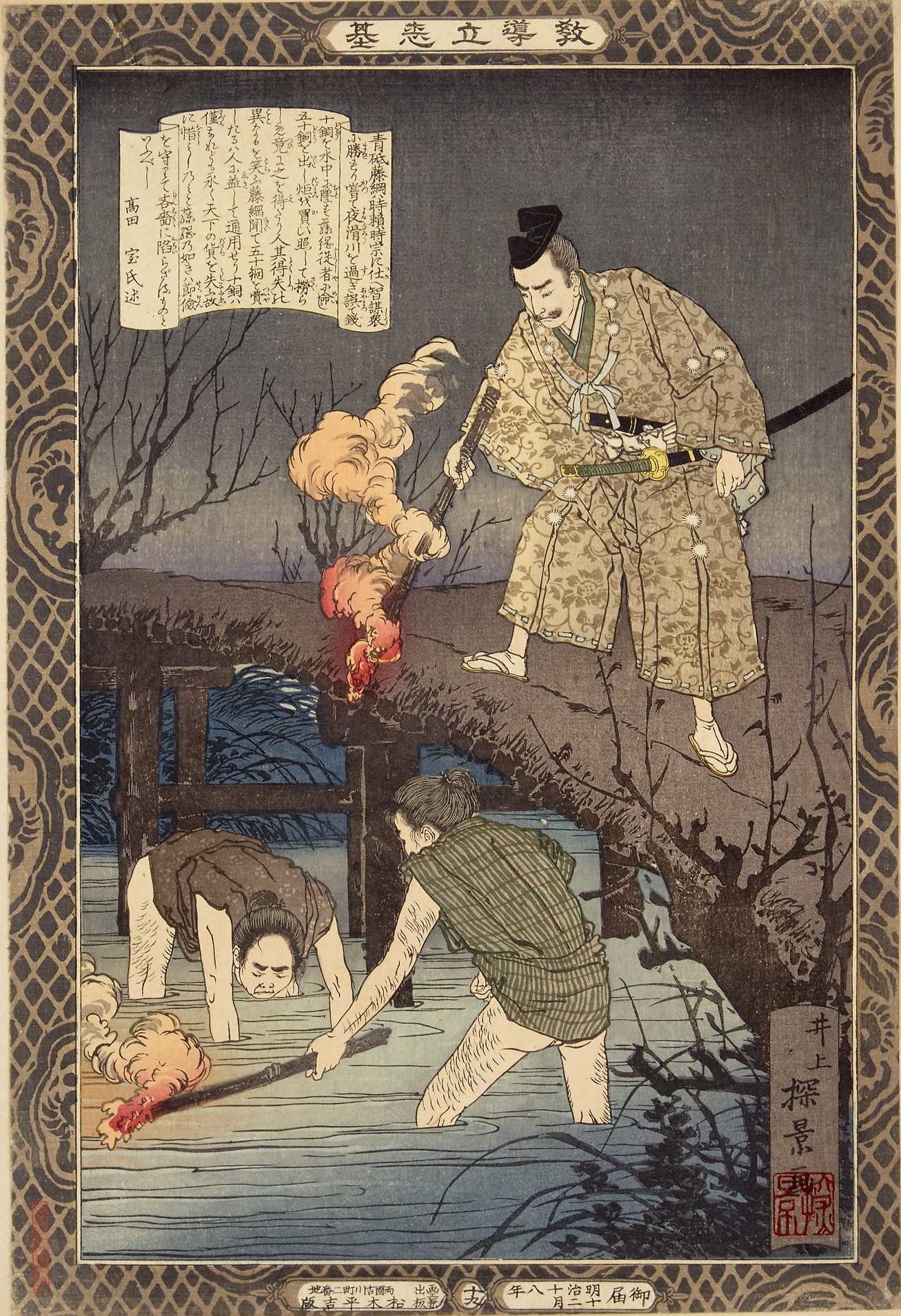
滑川に落とした銭10文を銭50文で買った松明で探させる青砥藤綱（『教導立志基』より）

青砥 藤綱（あおと ふじつな、生没年不詳）は、鎌倉時代後期の武士。名は三郎・左衛門。

## 逸話

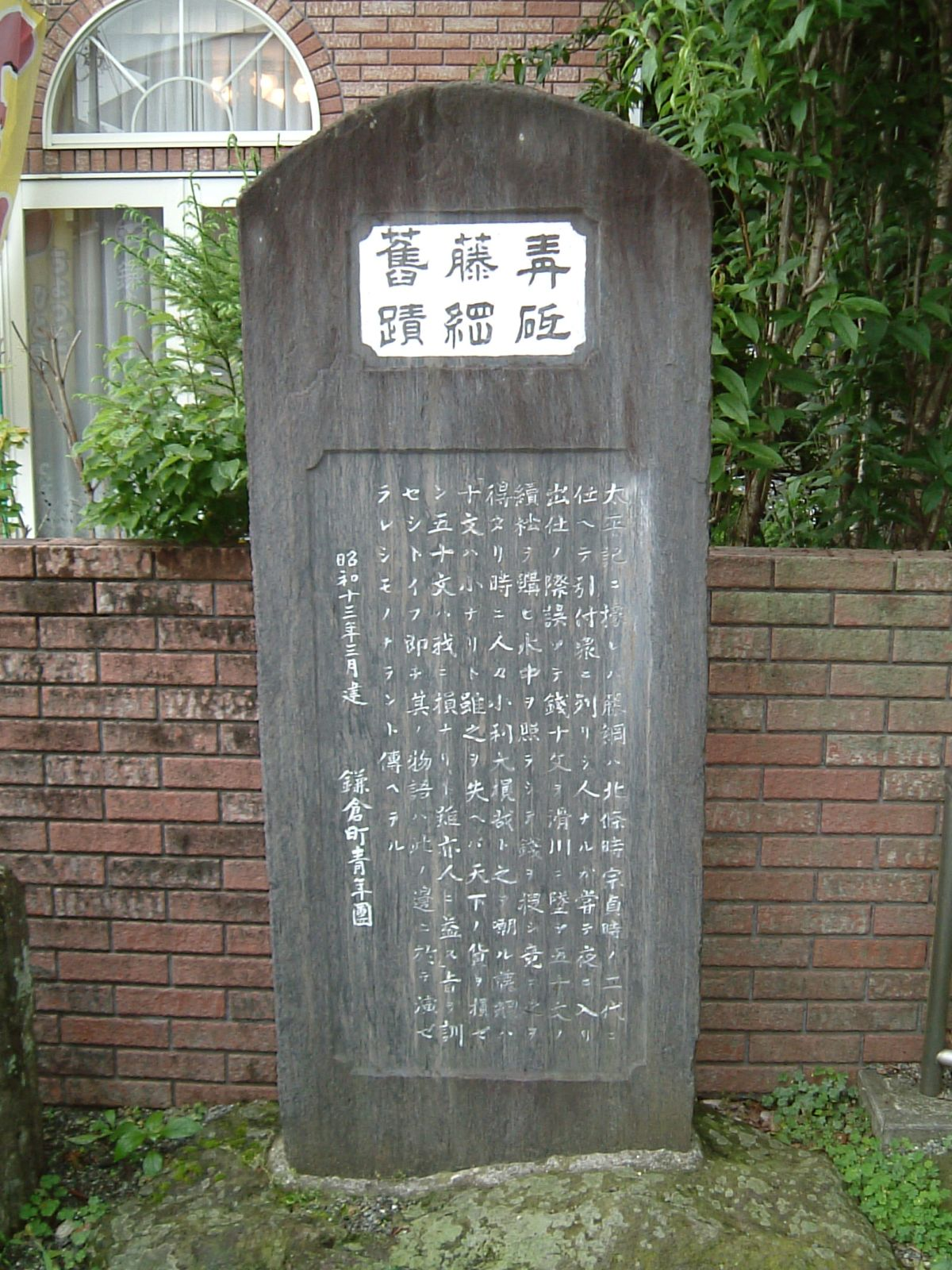
青砥藤綱旧跡の碑（鎌倉市の東勝寺橋）

出身は上総とも武蔵ともいう。青砥藤満の妾の子という伝承もあり。『弘長記』によれば伊豆の武士で承久の乱で上総国青砥荘を領した大場近郷の子孫と伝えられる。11歳の時に出家したものの、21歳の時に還俗して家に帰った。学問に優れ、儒教や仏教に広い知識を有していたという。
北条時頼が鶴岡八幡宮に参拝した日の夜、夢に神告があり、藤綱を召して左衛門尉を授け、引付衆とした。『弘長記』では評定衆に任じた、ともある。藤綱はその抜擢を怪しんで理由を問い、「夢によって人を用いるというのならば、夢によって人を斬ることもあり得る。功なくして賞を受けるのは国賊と同じである」と任命を辞し、時頼はその賢明な返答に感じるところがあったという。この時、藤綱は28歳であったという。
ある人が時頼と所領を争ったさい、奉行人たちはその権威をはばかって敗訴としたのを、藤綱は道理を重んじて所領を返し、その人が謝礼に贈った銭をも返した。これによりその公正・剛直が広く知られるようになった。
かつて夜に滑川を通って銭10文を落とし、従者に命じて銭50文で松明を買って探させたことがあった。「10文を探すのに50文を使うのでは、収支償わないのではないか」と、ある人に嘲られたところ、藤綱は「10文は少ないがこれを失えば天下の貨幣を永久に失うことになる。50文は自分にとっては損になるが、他人を益するであろう。合わせて60文の利は大であるとは言えまいか」と答えた。
次代執権の北条時宗にも仕え、数十の所領があり家財に富んでいたが、きわめて質素に暮らし倹約を旨とした。他人に施すことを好み、入る俸給はすべて生活に困窮している人々に与えた。藤綱がその職にあるときには役人は行いを慎み、風俗は大いに改まったという。なお、『太平記』では藤綱を北条時宗及び次代執権の北条貞時の時の人としている。
『太平記』巻35においても藤綱の逸話が記され、『大日本史』にも載せられている。また、現在の葛飾区青戸や横浜市金沢区富岡に屋敷があったとする伝承も存在するが、その実在には疑いが持たれている。
江戸時代には、藤綱は公正な裁判を行い権力者の不正から民衆を守る「さばき役」として文学や歌舞伎などの芸術作品にしばしば登場した。同様の性格を持つものとしては大岡政談が挙げられるが、江戸幕府の奉行・大名であった大岡忠相を登場させることには政治的な問題が生じやすかったため、歴史上の人物であった藤綱を代わりに主人公とした例もある。文学作品としては月尋堂の浮世草子『鎌倉比事』や曲亭馬琴の読本『青砥藤綱摸稜案』が挙げられる。歌舞伎においては市村座が藤綱関連の作品を積極的に行ったことが知られ、三代目桜田治助と組んだ『青砥稿』『名誉仁政録』、二代目河竹新七（黙阿弥）と組んだ『青砥稿花紅彩画』が知られている。菅専助・若竹笛躬合作の『摂州合邦辻』も藤綱の子孫に起きた物語を描いている。
東京都葛飾区高砂にある大光明寺（旧極楽寺）には、藤綱が奉納したといわれる弁才天像や江戸時代に建立された藤綱の供養塔がある。
京都府南丹市八木町には「青戸」の地名があり、これは青砥藤綱に由来するとされる。よって往時の表記は「青砥」となっていた。相国寺（現京都市上京区）の僧の瑞渓周鳳は「臥雲日件録」文安4年（1447年）8月13日条に「於是北望、則山下曰青砥」と記している。具体的な地名が出ていない為に詳細は不明だが、これは西田村（現南丹市八木町西田）北部を西から東へ歩いた時の記録とされている。現在の「青戸」に改められたのは、慶安頃（1648-1652）とされ、「砥」は擦り減るという意味があるので「戸」に改めたといわれ、元禄期（1688-1704）の文書「青戸区有文書」には「青戸」と記されている。また、この青戸にある曹洞宗の寺院「智恵寺」は、かつてこの青砥藤綱の住居のあった場所ともいわれ、同寺の本尊聖観音は藤綱の念持仏であったとも伝えられている。
また、前述した東京都葛飾区青戸には、京成電鉄が運営している青砥駅が存在し、この「青砥」の名前の由来も、青砥藤綱に因んでいるとされている。